# Baia Settefrati e spiaggia di Salinelle
Baia Settefrati e spiaggia di Salinelle este o arie protejată (sit de importanță comunitară — SCI) din Italia întinsă pe o suprafață de 68 ha, integral pe uscat.

## Localizare
Centrul sitului Baia Settefrati e spiaggia di Salinelle este situat la coordonatele 38°01′44″N 13°57′49″E / 38.0289°N 13.9636°E.

## Înființare
Situl Baia Settefrati e spiaggia di Salinelle a fost declarat sit de importanță comunitară în octombrie 2012 pentru a proteja 1 specie de plante și 10 specii de animale.

## Biodiversitate
Situată în ecoregiunea mediteraneană, aria protejată conține 8 habitate naturale: Tufărișuri termo-mediteraneene și de pre-deșert, Dune cu vegetație ierboasă Brachypodietalia cu specii anuale, Pseudostepă cu ierburi și specii anuale de Thero-Brachypodietea, Recifuri, Dune cu vegetație ierboasă Malcolmietalia, Galerii de Salix alba și de Populus alba, Galerii și tufărișuri riverane sudice (Nerio-Tamaricetea și Securinegion tinctoriae), Vegetație anuală la limita mareei.
La baza desemnării sitului se află mai multe specii protejate:
- plante (1): Dianthus rupicola
- păsări (10): lăstunul mare (Apus apus), prundăraș de sărătură (Charadrius alexandrinus), sfrâncioc cu cap roșu (Lanius senator), prigoare (Merops apiaster), pietrar sur (Oenanthe oenanthe), grangur (Oriolus oriolus), pitulice sfârâitoare (Phylloscopus sibilatrix), Sylvia cantillans cantillans, Tachymarptis melba, pupăză (Upupa epops)

Pe lângă speciile protejate, pe teritoriul sitului au mai fost identificate 3 specii de plante, 6 specii de păsări, 2 specii de reptile.